# 13 Leonis
13 Leonis är en orange jätte i stjärnbilden Lejonet.
13 Leonis har visuell magnitud +6,25 och är svagt synlig för blotta ögat vid mycket god seeing. Den befinner sig på ett avstånd av ungefär 550 ljusår.